# Jechiel Michel Piness
Jechiel Michel Piness (auch Yehiel Michael Pines etc.; geb. 18. September 1824 in Różana, Gouvernement Grodno; gest. 15. März 1913 in Jerusalem) war einer der ersten religiösen Zionisten und eine herausragende Persönlichkeit der ersten Alija.

## Leben
Er erhielt eine religiöse wie säkulare Ausbildung. Sein Mentor waren Rabbi Mordechai Gimpel Jaffe, ein früher Vertreter der Chovevej Zion an, und Leon Zamenhof, Bruder Ludwig Zamenhofs. Piness wurde Kaufmann, dozierte aber auch an der Jeschiveh seines Heimatortes, wo er die Erweiterung des Curriculums um weltliche Fächer verlangte. Er wurde als Delegierter nach London entsandt zu einer Konferenz, die die Stiftung Montefiore Testimonial Fund im Andenken an Moses Montefiore ausrichtete, um wohltätige Werke im Heiligen Land zu errichten. 1878 machte er Alija und ließ sich in Jerusalem nieder, wo er zunächst bei Josef Rivlin wohnte, einem Verwandten mütterlicherseits seiner Frau Chaja Zipporah Piness, geb. Luria (1844–1918). Sie folgte ihrem Gatten mit den vier Töchtern 1882. Jechiel Piness koordinierte die Stiftungsarbeit im Heiligen Land. Piness leitete Fondsmittel in die Gründung landwirtschaftliche Dörfer, neuer Wohnviertel in Jerusalem, wie Miskeret Moscheh, Ohel Moscheh und Sichron Moscheh, sowie in die Förderung von Handwerk und Gewerbe. Nachdem Elieser Ben-Jehudah nach Jerusalem gezogen war, freundete sich Piness mit ihm an und half ihm bei der Entwicklung des modernen Hebräischen. Er half den Bilu-Siedlern bei der Errichtung Gederas.

## Vermächtnis
In Tel Aviv und Jerusalem trägt jeweils eine Straße seinen Namen, der Moschav Kfar Pines in der Ebene Saron wurde 1933 nach ihm benannt.